# ۵۴۰ (خورشیدی)
۵۴۰ پانصد و چهلمین سال هجری خورشیدی است.